# Лобановская волость (Бронницкий уезд)
Лобановская волость — волость в составе Бронницкого уезда Московской губернии. Существовала до 1929 года. Центром волости было село Лобаново, а в 1924—1926 годах — село Саломыково.

## История
В ходе реформы административно-территориального деления СССР в 1929 году Лобановская волость была упразднена. Вертковский, Кузовлевский, Лобановский и Ляховский с/с были переданы в Михневский район Серпуховского округа Московской области, Покровский с/с — в Подольский район Московского округа.

## Состав

### Населённые пункты
На 1913 год 23 селения:
- Буняково
- Бурхино
- Введенское
- Веденское
- Вертково
- Головино
- Добрамно
- Житнево
- Караваево
- Кишкино
- Кузовлево
- Лобаново — волостной центр
- Ляхово
- Ляхово
- Михеево
- Рябцово
- Саламыково (Соламыково) — волостной центр (1913)
- Софьино
- Степанчиково
- Торчиха
- Уварово
- Шахово
- Юдино

На 1 января 1926 года 25 селений.

### Сельсоветы
По данным 1919 года в Лобановской волости было 27 сельсоветов: Артемьевский, Буняковский, Бурхинский, Введенский, Головнинский, Дебриченский, Житневский, Кишкинский, Короваевский, Корочаровский, Кузовлевский, Кутузовский, Лобановский, Ляховский, Михеевский, Пестовский, Покровский, Проводский, Пушкинский, Рябцевский, Саламыковский, Спас-Вертковский, Степанщиковский, Тарчихинский, Уваровский, Шаховскский, Юдинский.
В 1923 году Артемьевский, Житневский, Проводский и Шаховский с/с были присоединены к Бурхинскому с/с, Буняковский, Михеевский, Рябцевский и Степанщиковский — к Покровскому, Дебриченский и Ляховский — к Уваровскому, Корочаровский, Пестовский и Тарчихинский — к Головнинскому, Короваевский — к Юдинскому, Лобановский — к Саламыковскому, Пушкинский — к Кутузовскому. Спас-Вертковский с/с был переименован в Вертковский.
В 1924 году был восстановлен Шаховский с/с.
В 1925 году Бурхинский с/с был переименован Житневский, Покровский — в Рябцевский. Уваровский с/с был присоединён к Вертковскому. Восстановлен Ляховский с/с.
К 1 января 1926 года 12 сельсоветов.
В 1926 году Житневский с/с был переименован в Бурхинский, а Саламыковский — в Лобановский.
В 1927 году Рябцевский с/с был переименован в Покровский.